# 식읍
식읍(食邑) 또는 식봉(食封)은 동아시아에서 나라에서 공신이나 왕족에게 내리던 토지와 가호이다. 흔히 “땅을 주었다”라고 여기기도 하나, 녹읍과 마찬가지로, 소유권은 여전히 나라에 속하였고, 녹읍을 받은 이는 그 땅의 조세와 함께 노동력을 징발할 수 있을 뿐이었다. 다만 녹읍과는 달리 봉작과 함께 상속할 수 있었다.

## 중국의 식읍
공신에게 내리던 채읍(采邑). 봉작과 함께 대대로 상속되었다. 단순히 수조권을 가졌으며, 실질적 지배권은 인정되지 않았다. 진(秦)·한(漢) 때부터 원나라 때까지 이어졌다.

## 한국의 식읍
532년(신라 법흥왕 19) 금관국(金官國:駕洛)의 김구해(金仇亥)가 신라에 내항(來降)하자 이를 금관군(金官郡)으로 격하하고 예민(隸民)과 함께 식읍을 내린 일이 식읍에 대한 최초의 기록이며, 그 뒤 고려와 조선 초기까지 이어졌다.

## 같이 보기
- 녹읍